# Sideby

Sideby kommuns vapen

Sideby (finska: Siipyy) är en by och en före detta kommun i Kristinestads stad i Österbotten
Sideby socken består av ett stort antal byar i den allra sydligaste delen av svenska Österbotten, men i huvudsak handlar det om tre så kallade storbyar; Sideby och Skaftung vid havet och Ömossa inåt land, vid riksväg 8. Sideby är kyrkby och var tillika namnet på en finländsk kommun under cirka hundra års tid, fram tills den slogs samman med Kristinestad den 1 januari 1973.

## Historia
I de dokument som har bevarats från medeltiden omnämns ortnamnet Sideby för första gången år 1540. Sideby tillhörde Ulvsby gårdslän under medeltiden, men överfördes 1606 till Lappfjärds socken. Bebyggelsen anses härstamma från 1300-talet, men var sparsam under hela medeltiden.

### Sideby åren kring 1900
Sideby, kustsocken i södra delen av forna Vasa län, avskildes 1860 från Lappfjärd, och ingick då i Närpes domsaga, Ilmola härad, utgjorde ett konsistoriellt pastorat av 3:e klassen, i Åbo ärkestift, Vasa nedre kontrakt. 
Utmed sockengränsen mot Satakunda samt forna Åbo och Björneborgs län framstryker finska landryggen (Suomenselkä), utbredande sig i en knappt märkbart upphöjd, småbackig sandplatå, som med Sideby-udde skjuter ut i havet. Areal 203 kvadratkilometer. Befolkningen var nästan helt svensktalande, 2712 personer (1887) och nästan 30 år senare hade den ökat till 3 423 invånare (1913), varav omkring tre fjärdedelar svensktalande.

## Sideby av idag

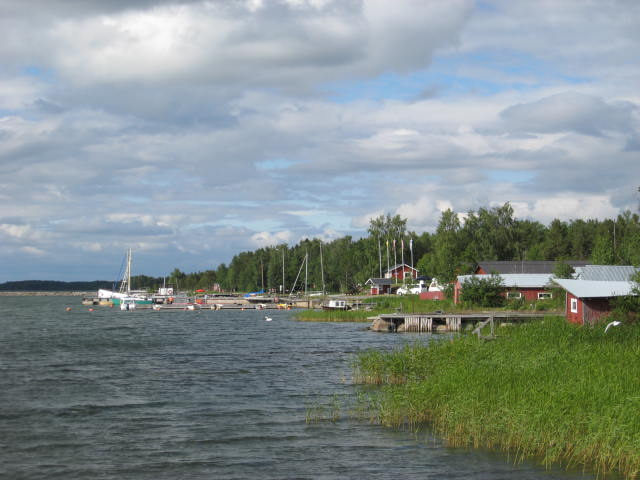
Hamnen i Kilen

Avfolkningen har varit stor de senaste hundra åren, först lockade USA och Kanada de flesta emigranterna, sedan drog Sverige till sig de flesta ungdomarna. Livslusten finns dock kvar i denna glesbygd. 
Kyrkbyn har en av Svenskfinlands större hembygdsgårdar vid namn Kilens hembygdsgård och all den service som krävs av ett gammalt kommuncentrum. 
Bybutiken som lades ned för några år har öppnats på nytt (hösten 2004). Kring hamnen vid Kilen finns en kulturhistoriskt betydelsefull miljö med bevarade båthus. 
Sideby kyrka invigdes 1972 på samma ställe som den 1969 nerbrunna tidigare kyrkan hade stått.